# Corymbia maculata
Corymbia maculata (sin., Eucalyptus maculata), comúnmente conocido como el gomero manchado (en idioma inglés: spotted gum), es un árbol de Australia.

## Descripción
El gomero manchado es un árbol de tamaño mediano a grande con el tronco recto, crece a una altura de hasta 45 metros. Tiene la corteza lisa la cual es blanca, gris o rosa; ofrece con frecuencia los característicos parches ("manchas"). La corteza se muda en escamas de forma irregular.
Las hojas juveniles son verde brillosas y elípticas a ovadas, mientras que las hojas adultas son lanceoladas y miden de 10 a 20 cm de largo y 1,5 a 3 cm de ancho.
Tiene flores pequeñas y blancas que aparecen desde el invierno a la primavera seguidas por frutos ovoides o ligeramente urceolados, los cuales miden de 10 a 14 mm de largo y 9 a 11 mm de ancho.

## Taxonomía

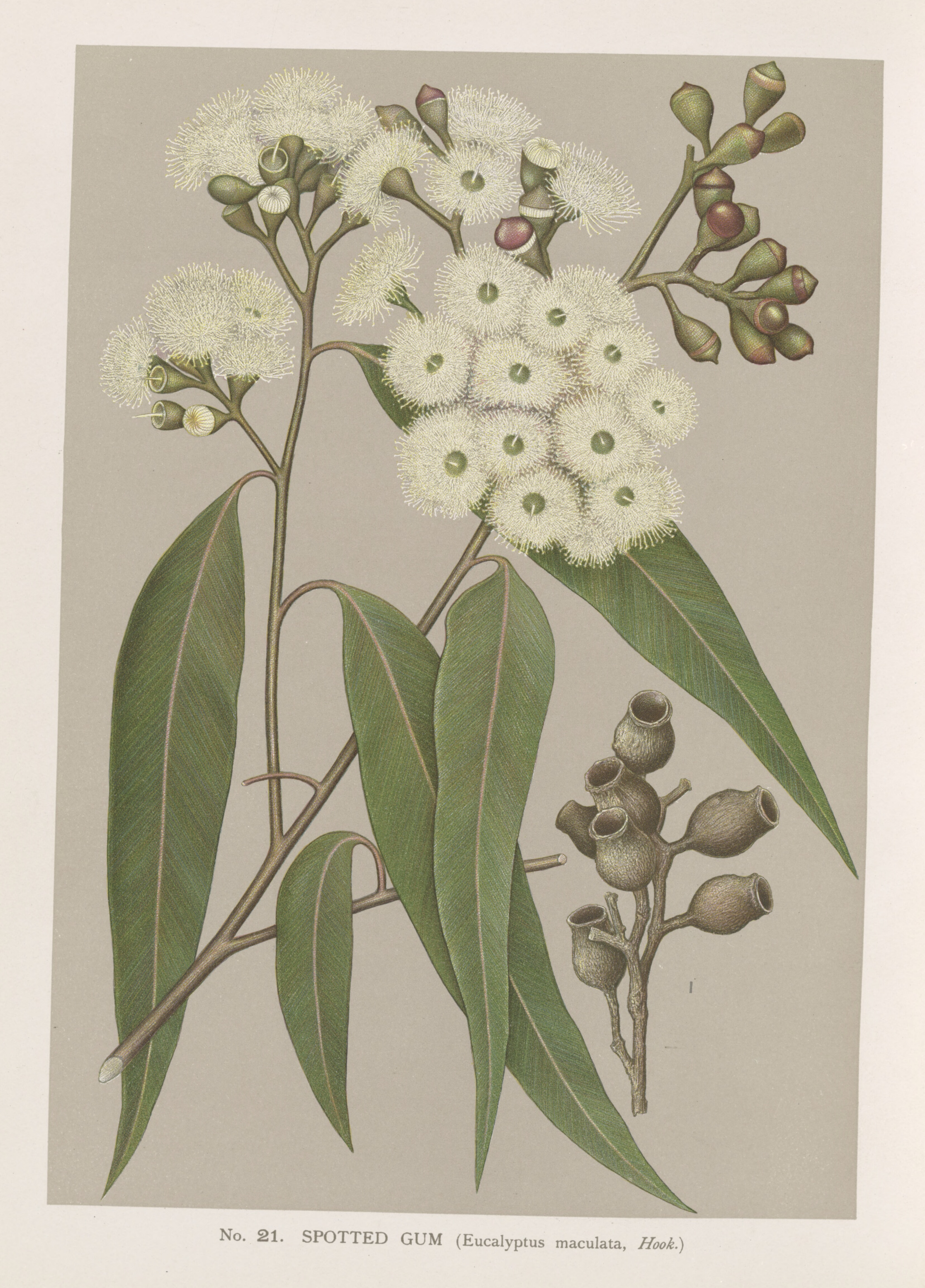
Eucalyptus maculata por Edward Minchen.

La especie fue descrita por William Jackson Hooker en 1844, y le dio el nombre Eucalyptus maculata. El epíteto maculata se deriva de la palabra en latín maculosus, que significa "manchado". La especie fue transferida al género Corymbia por K.D.Hill y L.A.S.Johnson en 1995.
Se producen híbridos naturales entre Corymbia maculata y otras especies de Corymbia se han identificado: 
- × C. citriodora – conocida como "C. variegata", ocurre en Nueva Gales del Sur
- × C. gummifera – conocida como Eucalyptus x nowraensis, ocurre en Nueva Gales del Sur

- × C. intermedia – ocurre en Nueva Gales del Sur

## Distribución
Corymbia maculata es una especie de árbol dominante en los bosques abiertos de Queensland, Nueva Gales del Sur y Victoria. Crece en suelos infértiles y lugares secos y está asociado con la presencia de esquistos y pizarras. 
La especie está naturalizada en Australia Occidental y Australia Meridional, y en áreas de Nueva Gales del Sur y Victoria fuera de su rango natural.

## Aspectos ecológicos
Las flores atraen a melífagos.

## Cultivo
La especie es con frecuencia usada para ser plantada en parques y como árbol de calle, sin embargo su talla madura la convierte en inconveniente para los jardines pequeños de casas.

### Usos
La madera dura y resistente es utilizada para varios propósitos.
Sinonimia
- Eucalyptus maculata Hook. (1844).[1]